# Приможич, Йосип
Йосип Приможич (словен. Josip Primožič, 7 февраля 1900 — 18 августа 1985), часто Йоже Приможич (словен. Jože Primožič) — югославский гимнаст, многократный чемпион мира и призёр Олимпийских игр.
Йосип Приможич родился в 1900 году в Любляне (Австро-Венгрия). В средней школе он познакомился с гимнастикой, которая тогда была очень популярным видом спорта. В 1918 году он был призван в армию, но из-за физической слабости через три месяца был переведён на военную фабрику. Оттуда он сбежал в село Заградишче, где три года проработал батраком.
В 1921 году он вернулся в Любляну и вновь был призван в армию — на этот раз в армию Королевства сербов, хорватов и словенцев. Ему выпало служить в Кралево, где он начал активно заниматься гимнастикой, его тренером стал Стане Дерганц, активный участник Сокольского движения. После года службы он познакомился с Леоном Штукелем, который в то время был судьёй в Мариборе.
В 1924 году Приможич принял участие в Олимпийских играх в Париже. Тогда он не завоевал никаких медалей, но в командном первенстве югославская сборная по гимнастике заняла четвёртое место. На чемпионате мира по гимнастике 1926 года Йосип Приможич завоевал две серебряных медали. На Олимпийских играх 1928 года он завоевал серебряную медаль в упражнениях на брусьях, и бронзовую — в командном первенстве. На чемпионате мира 1930 года он завоевал четыре золотых медали и одну бронзовую. На Олимпийских играх 1936 года в Берлине Приможич не завоевал медалей, а на чемпионате мира 1938 года — две бронзовых медали. В последний раз Йосип Приможич участвовал в соревнованиях в 1940 году. После этого он покинул спорт и занялся живописью.
В честь Йосипа Приможича названа улица в Мариборе.
Включён в Зал славы словенских спортсменов.